# El Cristo Roto

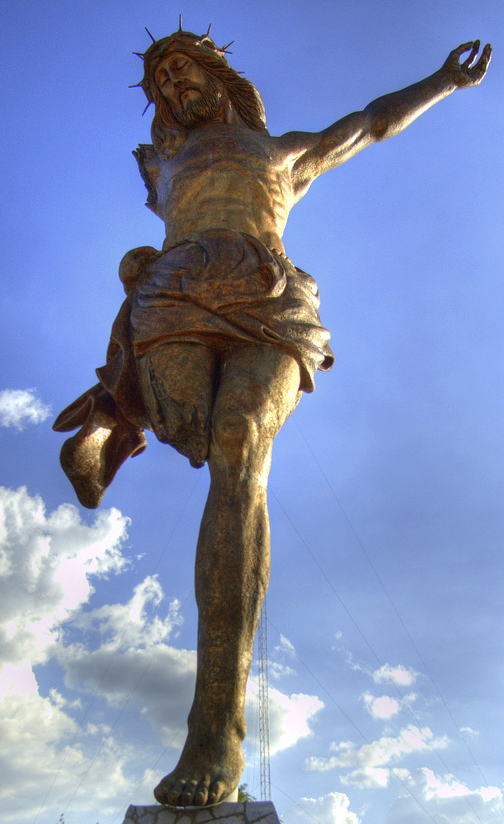
El Cristo Roto, San José de Gracia, Mexiko

El Cristo Roto (spanisch auch: Cristo Roto de la Isla; deutsch: Der gebrochene Christus) ist eine Christusstatue bei San José de Gracia im gleichnamigen Municipio im Bundesstaat Aguascalientes in Mexiko. Sie wurde auf einer Insel im Herzen der Presa Presidente Calles zu Ehren der Ureinwohner erbaut und im Jahr 2006 eingeweiht.

Im Unterschied zu den meisten anderen großen Statuen ist kein segnender Christus, sondern ein leidender dargestellt, dem zudem augenfällig der rechte Arm und größtenteils das rechte Bein fehlt. Die Figur spiegelt die Not und das Schicksal der Ureinwohner angesichts des Exodus vor der Katastrophe, von der die Bevölkerung noch immer weiß. Eine Gedenktafel am Sockel erinnert an die Armen und Unterdrückten.
Der Zugang zur Statue ist ausschließlich über das Wasser möglich: Die Besucher müssen an Bord eines der gut gesicherten Boote gehen, um die Insel zu erreichen. Dann erklimmen sie eine Treppe, um die dortige Wallfahrtskirche („Santuario del Cristo Roto“) zu erreichen. Mit ihren 25 Metern und einem Sockel von drei Metern ist sie die zweitgrößte Christusskulptur Mexikos. Sie besteht aus Beton und Stahl.

## Text der Gedenktafel
Am Sockel steht auf Spanisch ein Gedicht zur Deutung der Skulptur:

„Lass mich gebrochen sein ...
 
Ich will, dass du mich gebrochen siehst,

dich deiner vielen Brüder erinnerst, 

die wie ich sind: gebrochen, zerkleinert, 

arm, unterdrückt, krank, behindert ... 

Ohne Arme, weil sie keine Chancen haben 

oder Mittel zur Arbeit; ohne Füße, weil sie 

ihnen die Straßen blockiert haben; 

ohne Kreuz, weil man ihnen die Würde genommen hat, 

die Ehre und das Prestige. 

Man hat alles vergessen und ihnen den Rücken zugewandt, 

obwohl sie sind wie ich... 

ein gebrochener Christus.“

## Osterwoche

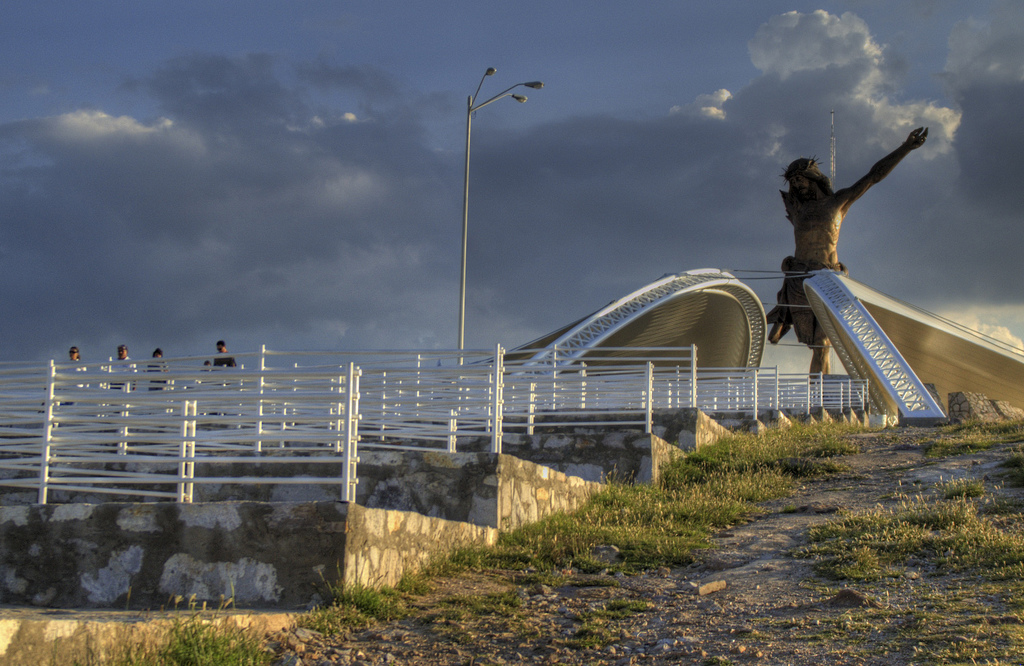
Die Wallfahrtskirche des Cristo Roto

Das Festival bzw. die Veranstaltungen in der Osterwoche ergaben sich aus der Notwendigkeit, Touristen und Einwohnern zu Ostern einen Raum zu bieten, um den Sitten und religiösen Gebräuchen nachzuleben, die seit Generationen gepflegt werden.